# Comando Central dos Estados Unidos
O Comando Central dos Estados Unidos (em inglês, United States Central Command, USCENTCOM), sediado na Base Aérea MacDill, em Tampa, Flórida, é um comando de combate unificado  responsável pelas operações e relações militares dos Estados Unidos da América em 20 nações. Sua área de responsabilidade se estende desde o Chifre da África, passando pelo Golfo Pérsico, até a Ásia Central.